# The Impatient Maiden
The Impatient Maiden és una pel·lícula dramàtica estatunidenca de 1932 pre-Codi dirigida per James Whale, protagonitzada per Lew Ayres i Mae Clarke, i publicat per Universal Pictures. El guió va ser escrit per Richard Schayer i Winifred Dunn, basat en la novel·la The Impatient Virgin, de Donald Henderson Clarke.

## Argument
Els somnis d'una minyona es fan realitat, tret que no són el que esperava.

## Repartiment
- Lew Ayres com el Dr. Myron Brown
- Mae Clarke com a Ruth Robbins
- Una Merkel com a Betty Merrick
- Andy Devine com a Clarence Howe
- John Halliday com Albert Hartman
- Oscar Apfel com el Dr. Wilcox
- Ethel Griffies com a infermera Lovett
- Helen Jerome Eddy com a Sra. Gilman
- Bert Roach com el Sr. Gilman
- Cecil Cunningham com a Sra. Rosy
- Lorin Raker com el Sr. Rosy
- Blanche Payson com a Sra. Tomàs
- Arthur Hoyt com el Sr. Thomas
- Monte Montague com a conductor d'ambulància

## Resposta crítica
International photographer es va mostrar reservat en els seus elogis: "Universal sembla haver sobreestimat les possibilitats de la novel·la de Donald Henderson Clarke de la qual es va fer l'adaptació", però va destacar Whale per la seva "direcció capaç" i Divine per la seva "molt divertida caracterització."